# Chlorotalpa duthieae
Chlorotalpa duthieae é uma espécie de mamífero da família Chrysochloridae. É endêmica da África do Sul, onde pode ser encontrada no cinturão costeiro das províncias do Cabo Ocidental e Oriental.